# Pterolophia suisapana
Pterolophia suisapana là một loài bọ cánh cứng trong họ Cerambycidae.